# Liste der Monuments historiques in Vignory
Die Liste der Monuments historiques in Vignory führt die Monuments historiques in der französischen Gemeinde Vignory auf.

## Liste der Immobilien
| Bezeichnung        | Beschreibung                                                        | Standort                      | Kennzeichnung | Schutzstatus   | Datum     | Bild           |
| ------------------ | ------------------------------------------------------------------- | ----------------------------- | ------------- | -------------- | --------- | -------------- |
| Château de Vignory | Ruine einer Burg des 12. Jahrhunderts, im 16. Jahrhundert ausgebaut | südlich des Ortes (Lage)      | PA00079266    | Classé Inscrit | 1989 2022 | weitere Bilder |
| Kirche St-Étienne  | ab dem 11. Jahrhundert                                              | Rue du Général-Leclerc (Lage) | PA00079268    | Classé         | 1846      | weitere Bilder |
| Friedhofskreuz     | aus dem 16. Jahrhundert                                             | östlich des Ortes (Lage)      | PA00079267    | Classé         | 1903      | weitere Bilder |

## Liste der Objekte
| Bezeichnung                                                                   | Beschreibung                                                                                         | Standort                        | Kennzeichnung | Schutzstatus | Datum | Bild           |
| ----------------------------------------------------------------------------- | --- | ------------------------------- | ------------- | ------------ | ----- | -------------- |
| Passions- und Marienkrönungsaltar                                             | moderne Zusammenstellung von zwei gotischen Altären; Stein, 15. Jahrhundert                          | in der Kirche St-Étienne (Lage) | PM52001251    | Classé       | 1846  | weitere Bilder |
| Fragmente des romanischen Hauptaltars                                         | Stein, 11. Jahrhundert                                                                               | in der Kirche St-Étienne (Lage) | PM52001254    | Classé       | 1846  | weitere Bilder |
| Drei Skulpturen von Geistlichen                                               | Stein, farbig gefasst, 16. Jahrhundert                                                               | in der Kirche St-Étienne (Lage) | PM52001262    | Classé       | 1911  |                |
| Taufaltar                                                                     | Tabernakel und Retabel; Holz, vergoldet, 17. Jahrhundert                                             | in der Kirche St-Étienne (Lage) | PM52001266    | Classé       | 1911  |                |
| Skulptur Petrus                                                               | Kalkstein, 16. Jahrhundert; Verbleib unbekannt                                                       | in der Kirche St-Étienne (Lage) | PM52001907    | Inscrit      | 1992  |                |
| Jakobusretabel                                                                | zwei Fragmente; Stein, 15. Jahrhundert                                                               | in der Kirche St-Étienne (Lage) | PM52001341    | Classé       | 1991  |                |
| Skulptur eines Bischofs                                                       | Stein, farbig gefasst, 14. Jahrhundert                                                               | in der Kirche St-Étienne (Lage) | PM52001343    | Classé       | 1991  |                |
| Skulptur einer stehenden Heiligen                                             | Stein, Anfang des 16. Jahrhunderts                                                                   | in der Kirche St-Étienne (Lage) | PM52001346    | Classé       | 1991  |                |
| Skulpturengruppe Heilige Dreifaltigkeit und Eucharistie                       | Stein, nicht datiert                                                                                 | in der Kirche St-Étienne (Lage) | PM52001258    | Classé       | 1846  |                |
| Relief Vision des heiligen Hubertus                                           | zwei Fragmente; Stein, farbig gefasst, 16. Jahrhundert                                               | in der Kirche St-Étienne (Lage) | PM52001259    | Classé       | 1846  | weitere Bilder |
| Drei Skulpturen: Christus in der Rast, Mater dolorosa und Johannes Evangelist | Stein, farbig gefasst, 15. Jahrhundert                                                               | in der Kirche St-Étienne (Lage) | PM52001255    | Classé       | 1846  | weitere Bilder |
| Kanzel                                                                        | Eichen- und Birnbaumholz, 18. Jahrhundert                                                            | in der Kirche St-Étienne (Lage) | PM52001260    | Classé       | 1846  | weitere Bilder |
| Zwei Skulpturen: Heiliger Christophorus und heilige Katharina                 | Fragmente eines Retabels, jeweils mit Stifterfigur; Stein, farbig gefasst, Ende des 15. Jahrhunderts | in der Kirche St-Étienne (Lage) | PM52001263    | Classé       | 1911  |                |
| Kruzifix                                                                      | Holz, Ende des 15. Jahrhunderts                                                                      | in der Kirche St-Étienne (Lage) | PM52001267    | Classé       | 1911  |                |
| Skulptur Johannes der Täufer                                                  | Stein, farbig gefasst, 16. Jahrhundert                                                               | in der Kirche St-Étienne (Lage) | PM52001269    | Classé       | 1982  |                |
| Skulptur einer Heiligen mit Buch                                              | auf einem wappengeschmückten Konsolstein; Stein, 15. Jahrhundert                                     | in der Kirche St-Étienne (Lage) | PM52001348    | Classé       | 1911  |                |
| Skulpturengruppe Heiliger Josef mit Jesusknaben                               | mit Konsolstein; Stein, farbig gefasst, erste Hälfte des 16. Jahrhunderts                            | in der Kirche St-Étienne (Lage) | PM52001677    | Inscrit      | 1992  |                |
| Skulptur Heiliger Stefan                                                      | Stein, farbig gefasst, 17. Jahrhundert                                                               | in der Kirche St-Étienne (Lage) | PM52001345    | Classé       | 1991  |                |
| Skulptur einer spinnenden Heiligen                                            | Stein, farbig gefasst, 15. Jahrhundert                                                               | in der Kirche St-Étienne (Lage) | PM52001428    | Classé       | 1991  |                |
| Relief Gottvater zwischen zwei Engeln                                         | Stein, 16. Jahrhundert                                                                               | in der Kirche St-Étienne (Lage) | PM52001256    | Classé       | 1846  |                |
| Relief Christi Geburt                                                         | elf Fragmente; Stein, farbig gefasst, 15. Jahrhundert                                                | in der Kirche St-Étienne (Lage) | PM52001257    | Classé       | 1846  | weitere Bilder |
| Skulptur Madonna mit Kind und Vogel                                           | Stein, farbig gefasst, 14. Jahrhundert                                                               | in der Kirche St-Étienne (Lage) | PM52001261    | Classé       | 1911  | weitere Bilder |
| Pietà                                                                         | Stein, farbig gefasst, 16. Jahrhundert                                                               | in der Kirche St-Étienne (Lage) | PM52001265    | Classé       | 1911  |                |
| Zwei Grabsteine für Guillaume Bouvenot und seine Familie                      | Stein, 15. Jahrhundert                                                                               | in der Kirche St-Étienne (Lage) | PM52001252    | Classé       | 1846  | weitere Bilder |
| Grabstein für Thibaut de Foncegrive                                           | Stein, bezeichnet 1341                                                                               | in der Kirche St-Étienne (Lage) | PM52001253    | Classé       | 1846  | weitere Bilder |
| Skulptur Madonna mit Kind                                                     | Stein, farbig gefasst und vergoldet, 14. Jahrhundert                                                 | in der Kirche St-Étienne (Lage) | PM52001264    | Classé       | 1911  | weitere Bilder |
| Zwei Kerzenständer                                                            | Schmiedeeisen, 15. Jahrhundert                                                                       | in der Kirche St-Étienne (Lage) | PM52001268    | Classé       | 1911  |                |
| Kommuniontisch                                                                | Schmiedeeisen, vergoldet, 18. Jahrhundert                                                            | in der Kirche St-Étienne (Lage) | PM52001340    | Classé       | 1991  |                |
| Relief Anbetung der Könige                                                    | Fragment eines Retabels; Stein, farbig gefasst, 15. Jahrhundert                                      | in der Kirche St-Étienne (Lage) | PM52001342    | Classé       | 1991  | weitere Bilder |
| Skulptur Heiliger Ivo                                                         | mit Konsolstein; Stein, farbig gefasst, Ende des 16. Jahrhunderts                                    | in der Kirche St-Étienne (Lage) | PM52001344    | Classé       | 1991  |                |
| Skulptur eines Engels mit Krone                                               | Stein, farbig gefasst, 15. Jahrhundert                                                               | in der Kirche St-Étienne (Lage) | PM52001347    | Classé       | 1991  |                |
| Relief Stifter mit Schriftrolle                                               | Sockelstein einer Skulptur; Stein, 15. Jahrhundert                                                   | in der Kirche St-Étienne (Lage) | PM52001349    | Classé       | 1991  |                |